# Partners Group
Partners Group Holding — швейцарская инвестиционная компания, специализирующаяся на частных капиталовложениях. Штаб-квартира находится в Баре (кантон Цуг, Швейцария). Активы под управлением по состоянию на конец 2022 года составляли 135 млрд долларов, по этому показателю компания занималась 161-е место в мире.

## История
Компанию основали в 1996 году три бывших сотрудника цюрихского филиала Goldman Sachs: Марсель Эрни (Marcel Erni), Урс Витлисбах (Urs Wietlisbach) и Альфред Гантнер (Alfred Gantner). Первоначально Partners Group работала с малыми и средними компаниями немецкоязычных стран Европы, а позже компания расширила деятельность в Великобританию, Скандинавию и США. Первой крупной операцией стало приобретение портфолио пенсионного фонда Royal Dutch Shell в 1998 году. В 2006 году основатели разместили акции компании на Швейцарской бирже, но сохранили за собой по 5 % акций.

## Деятельность
По состоянию на конец 2022 года компания управляла активами на 135 млрд долларов. Из этой суммы 53 % было вложено в доли в частных компаниях, 20 % — в долговые обязательства частных компаний, 15 % — в частные объекты инфраструктуры, 12 % — в недвижимость. Компании доверяют свои активы на управление в основном пенсионные и суверенные фонды, а также страховые компании; основными регионами являются Северная Америка (22 %), Швейцария (17 %), Великобритания и Ирландия (16 %), Германия и Австрия (16 %), Азия (8 %), Австралия (7 %), Франция и Бенилюкс (4 %).
Выручка компании за 2022 год составила 1,87 млрд швейцарских франков. Основную часть выручки принесли офшорные отделения на острове Гернси (607 млн шв. фр.) и в Люксембурге (669 млн шв. фр.), а также офисы в США (285 млн шв. фр.) и Швейцарии (42 млн шв. фр.).
В списке крупнейших публичных компаний мира Forbes Global 2000 за 2023 год Partners Group Holding заняла 1256-е место.